# 中国—不丹关系
中国—不丹关系（宗喀語：རྒྱ་ནག་འབྲུག་ཡུལ་འབྲེལ་བ་།），简称中不关系，是指不丹王國和中華人民共和國之間的雙邊關係。由于不丹的外交政策受制于印度，与世界上大多数国家及所有联合国安全理事会常任理事国均没有外交关系，也是目前唯一同時與中华人民共和国以及中华民国均無正式外交關係的国家。但不丹坚持“一个中国”原则，不承认中华民国的合法性。中国对不丹事务由驻印度大使馆兼辖。不丹在香港和澳門設有名譽領事。
中不边界长约500多公里，从未正式划定，1984年起，中不两国轮流在北京和不丹首都廷布举行中不边界会谈。1998年，两国在第12轮边界会谈期间签署了《中华人民共和国政府和不丹王国政府关于在中不边境地区保持和平与安宁的协定》。中华人民共和国与不丹接壤的边界长达470公里，与不丹的领土争端一直是潜在冲突的根源。自20世纪80年代以来，两国政府就边境和安全问题进行了定期会谈，旨在缓解紧张局势。

## 背景
不丹长期以来与藏区有着很强的文化、历史、宗教和经济联系。当中华人民共和国在1950年代接管西藏时，与西藏的关系紧张。与西藏不同，不丹没有像西藏在英国统治期间处于中国的宗主国或英国宗主国之下的历史。
不丹与西藏的边界从未得到官方承认，中华民国至今仍对不丹部分地区保持领土要求，而在中华人民共和国统治中国大陆后亦仍维持领土要求。随着西藏噶廈政府和中华人民共和国中央政府《十七条协议》后，中国在西藏、不丹边境之中方一侧的士兵增加，不丹从拉萨撤回了代表。
1959年藏区骚乱和十四世达赖喇嘛到达邻国印度，使不丹与中国边境的安全成为不丹的要务。估计有6,000名藏人逃到不丹获得了避难权，尽管不丹后来关闭了与中国的边境，担心会有更多的难民。

## 历史

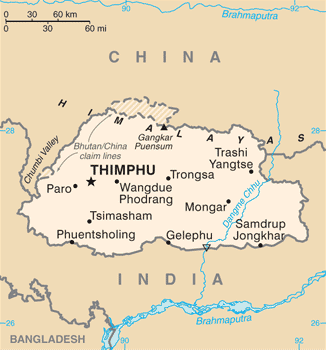
中國與不丹的領土爭端

縱觀歷史，不丹在文化、歷史、宗教、經濟與西藏有很大關係，與西藏的關係最緊張的時候是不丹在木龍年戰爭中支持了大英帝國。隨著中華人民共和國政府與西藏噶廈政府簽訂協議，並且在藏區與不丹的邊境派兵，不丹政府撤回其在拉薩的代表。不丹聲稱與中國的邊界未獲正式承認。1959年藏區騷亂和達賴喇嘛抵達鄰國印度後，曾有大約6,000名藏人逃到不丹，並獲得庇護，但由於不丹擔心更多難民湧現，隨後關閉與中國的邊境。
不丹受到印度政府的制约，因此在与其他国家发展外交关系时需顾及印度的态度。不丹与五个联合国安理会常任理事国均无外交关系，由此是世界上唯一既没有与中华人民共和国建交，也没有与中华民国建交的联合国会员国，亦是中华人民共和国邻国中唯一没有与其建交的国家。

### 邊界問題
隨著中國人民解放軍進入西藏，一些原由不丹政府控制的西藏西部藏人聚居地被中華人民共和國控制。據不丹國王向國民議會的官方聲明，不丹和中國之間也有其餘四個有爭議的地區。

### 緩和
在1974年，不丹邀請了中國駐印度大使馆临时代办马牧鸣出席第四世不丹國王吉格梅·辛格·旺楚克的加冕禮。1983年，中國外交部長吳學謙和不丹外交大臣達瓦次仁於紐約就建立雙邊關係舉行了會談。 1984年，中國和不丹開始直接就邊界爭端談判。此後，兩國輪流在各自首都召開邊界會議。
中國與不丹在1998年第12輪邊界會議期間就邊界爭端簽署了雙邊協議，中國在協議中重申對不丹主權和領土完整的尊重，而雙方亦提出和平共處五項原則。然而後來中國在不丹聲稱的境內建立道路，被指違反了協議挑起緊張局勢。2002年，中國提出了一些檔案證明擁有爭議土地的主權，雙方磋商後達成臨時協議。
2012年6月，時任中國國家總理溫家寶與不丹首相廷里會面，是兩國政府首腦的首次會面。
2021年10月14日，中国外交部部长助理吴江浩同不丹外交大臣丹迪·多吉通过视频方式，在北京和廷布分别签署《关于加快中不边界谈判“三步走”路线图的谅解备忘录》。
然而据《日本经济新闻》的报道，印度地緣政治專家齊蘭尼指出，習近平正將他的南海戰略帶到喜馬拉雅山區，數個新建中國村莊已悄悄進入國際公認的不丹領土，他認為這是中方持續利用南海戰略單方面改變現狀，脅迫不丹接受其領土和軍事入侵的事實。

2023年4月，不丹首相洛塔·策林接受比利时报纸《自由比利时报》的访问，并表示希望能够和中国在一两次会议里划定边界。洛塔·策林同时提到，这一问题不是不丹单独能解决，还需要印度的共同讨论。这一说法引起了印度（尤其是印度媒体）的警惕，因为作为中不争议地区的洞朗有着巨大的战略重要性，而不丹难以向北京施压使其放弃对洞朗的主张。上海国际问题研究院研究员刘宗义认为，因为印度不希望自己成为唯一和中华人民共和国有陆地边境争议的国家，印度将会是中不达成边界协议的障碍，例如中国与不丹在1996年一度接近达成边界协议，但因印度的介入而失败。受中国的经济和军事体量持续增长的影响，许多不丹人亦支持不丹政府尽早与中华人民共和国达成协议——一名不丹专家称，中国是一个现实，不和中国有外交关系对不丹来说并不是一个可取的安排；不丹评论人士旺查·桑杰评论称，假如不是德里一直坚持要不丹保住洞朗，不丹早就能够与中国达成边界协议。

## 经贸关系
2011年双边贸易额为1,700万美元，2012年双边贸易额为1562万美元，同比下降10.5%。2013年双边贸易额为1,741.4万美元，同比增长11.5%。2015年，中不贸易额1,029.9万美元，同比下降8.2%；其中，中方出口994.9万美元，同比下降10.5%，进口35万美元，同比增长2.35倍。截至2015年底，不丹对中国投资项目数3个，无实际投入。中国在不丹暂无直接投资。同期，中国在不丹签订工程承包合同额1,106万美元，完成营业额102万美元。
中不在文化、教育等其他领域的交往近年来取得较大发展。2001年和2002年，两国审计部门实现互访。2005年4月，文化部部长助理丁伟率中国艺术团首次赴不丹演出获得成功。2006年6月，不丹反腐败委员会主席藏莫访问香港。2009年8月，不丹内政与文化大臣明朱尔·多尔吉来华出席在内蒙古鄂尔多斯举行的“亚洲文化部长圆桌会议”。
2010年9月，不丹松珠活佛赴西藏自治区朝圣。11月，不丹亲王、不丹奥委会主席吉格耶尔·乌金·旺楚克赴广州出席第十六届亚洲运动会开幕式。2011年至2012年，不丹公主德禅·旺姆·旺楚克先后赴西藏自治区和五台山朝佛。2014年2月，文化部组织中国艺术团赴不丹首都廷布举行访演。2015年11月，不丹政府官员来华观摩中不足球赛并赴北京、拉萨参观访问。2016年10月，不丹王国农业大臣益西·多吉率跨部门代表团来华访问。
2018年7月，外交部副部長孔鉉佑訪問不丹，並和不丹現任及前任國王、首相策林·托傑及外交大臣丹曲·多吉舉行會談。